# Мос (Баварія)
Мос (нім. Moos) — громада в Німеччині, знаходиться в землі Баварія. Підпорядковується адміністративному округу Нижня Баварія. Входить до складу району Деггендорф. Центр об'єднання громад Мос.
Площа — 32,23 км2. Населення становить 2333 ос. (станом на 31 грудня 2020).